# Álvaro Custodio
Álvaro Muñoz Custodio (Écija, 13 de diciembre de 1912 - San Lorenzo de El Escorial, 27 de abril de 1992) fue un director, autor teatral y guionista de cine español que desarrolló la mayor parte de su trabajo en México, donde vivió como exiliado entre 1944 y 1973.

## Biografía

### Nacimiento e infancia
Álvaro Muñoz Custodio (más tarde retiraría "Muñoz" de su nombre artístico) nació en la casa colindante del actual Teatro Municipal de Écija, entonces Teatro Custodio y propiedad de su familia (entre ellos, el autor teatral Ángel Custodio). En 1921 se marchó a vivir a Madrid con su madre, Victoria Custodio.

### Comienzos
En Madrid, Álvaro asistió a los espectáculos en los que actuaba su hermana, la actriz Ana María Custodio. Gracias a ella, conoció al entorno de Federico García Lorca y, ya como universitario, entró a formar parte de la compañía universitaria que este dirigía, La Barraca. En 1932 participó en una de sus giras por Galicia y Asturias, y asistió a una de las primeras lecturas de Así que pasen cinco años. Sin embargo, algunos desencuentros con el poeta le apartaron del grupo.
Durante la guerra civil española se afilió al Partido Comunista de España y trabajó para el gobierno de la República en diversas tareas de diplomacia, comunicación e inteligencia. Cuando las tropas nacionales entraron en Barcelona, salió hacia Francia junto a su mujer, Isabel Richart, y su hija, Isabel Custodio, hoy una conocida escritora en México y madre de la autora teatral Ximena Escalante.

### Trayectoria artística

#### Cuba
Tras pasar brevemente por la República Dominicana (1940-1941), se estableció en Cuba, donde dirigió sus primeros espectáculos con el grupo Teatro Popular, mientras trabajaba como crítico de cine para el periódico socialista Hoy. Sus discrepancias con la dirección del periódico le llevaron a abandonar la militancia comunista y marcharse a México en 1944. 

#### México
Entre 1944 y 1953, sus primeros años en México, Álvaro Custodio trabajó como "argumentista" para diversas productoras de cine, para las que escribió los guiones de películas hoy muy recordadas, como Aventurera (1949) y También de dolor se canta (1950). También ganó fama como crítico de cine en el periódico ''Excélsior.
En 1953 dirigió una adaptación de La Celestina, de Fernando de Rojas, para el Ateneo Español de México, institución fundada por refugiados republicanos. Del éxito de esa función, que contó con actores como Ignacio López Tarso y Ofelia Guilmáin, surgió la compañía Teatro Español de México, que durante los años siguientes lograría un enorme reconocimiento por sus puestas en escena de obras del Siglo de Oro, con frecuencia con escenografía pintada por artistas de vanguardia, como Leonora Carrington o Vlady. Entre los montajes de este periodo destaca la representación al aire libre en Chimalistac (1956) de Fuenteovejuna, de Lope de Vega . En 1959, la compañía pasó a llamarse Teatro Clásico de México para incluir montajes como el de su traducción de Hamlet y espectáculos sobre el México prehispánico, como Moctezuma II, de Sergio Magaña y su propia obra El regreso de Quetzalcóatl, representados en entornos históricos para públicos masivos. Entre 1960 y 1968, su versión de La Celestina permaneció prohibida en México D. F. por una misteriosa acción de censura instigada por el crítico Armando de Maria y Campos. 

#### España
En 1973 regresó a España, donde se estableció definitivamente salvo por algunas estancias en Estados Unidos. En 1981 firmó, junto a José Sanchis Sinisterra, una versión de La vida es sueño de Calderón de la Barca, que José Luis Gómez dirigió en el Teatro Español (Madrid). Pero su principal tarea en sus últimos años fue la dirección de la Compañía Vocacional Real Coliseo, grupo de teatro de actores aficionados que tenía como sede el Real Coliseo Carlos III en San Lorenzo de El Escorial. A pesar de sus principios modestos, sirvió como punto de partida para actores profesionales como Juan Echanove y dio lugar a montajes importantes, como una versión de La Regenta y una de las primeras representaciones de Así que pasen cinco años, de Federico García Lorca.
Además, escribió varias obras teatrales, casi todas publicadas, aunque rara vez representadas.

## Obras teatrales
- La borrachera nacional
- El sacrificio de Panda-Murti
- Los nueve montes pelados o el milagro de las tres ciruelas
- Con la punta de los ojos

## Novelas
- Mil ochenta y seis demonios

## Folclore
- El corrido popular mexicano.[1]